# Daldinia vernicosa
Daldinia vernicosa är en svampart som först beskrevs av Ludwig David von Schweinitz, och fick sitt nu gällande namn av Ces. & De Not. 1863. Daldinia vernicosa ingår i släktet Daldinia och familjen kolkärnsvampar.   Inga underarter finns listade i Catalogue of Life.